# ایوونا دادیک
ایوونا دادیک (انگلیسی: Ivona Dadic؛ زادهٔ ۲۹ دسامبر ۱۹۹۳) ورزشکار هفت‌گانه اهل اتریش است.
وی در مسابقات کشوری و بین‌المللی در مجموع برندهٔ ۲ مدال برنز شده‌است.